# 최국현
최국현(崔國鉉, 1899년 5월 15일 고양 - 1970년 10월 24일)은 대한민국의 국회의원이다. 제헌 및 제2대 국회의원을 역임하였다.

## 약력
- 경성사립경신학교졸업
- 도쿄 와세다 대학 정치경제과전문부수료
- 조선일보 사회부기자
- 매일신보 사회부기자
- 초대 국회의원 재임시, 국회 내의 반민특위 재판관으로 활동하였다.[1]
- 경향신문 사업국장

## 역대 선거 기록
|  | 26.68% |

|  | 100.00% |

## 참고 자료
- 《대한민국 의정총람》, 국회의원총람발간위원회, 1994년
- 최국현 - 대한민국헌정회